# The Scorpion King: Sword of Osiris
The Scorpion King: Sword of Osiris — компьютерная игра в жанре платформера по мотивам фильма «Царь скорпионов» (2002), разработанная студией WayForward Technologies и изданная Universal Interactive Studios. Релиз состоялся в 2002 году на Game Boy Advance.

## Игровой процесс

Скриншот игры

The Scorpion King: Sword of Osiris представляет собой двухмерный платформер. Управляя главным героем Метаесом, игрок может перемещаться по уровню, прыгать по платформам, лазать по верёвкам и цепляться за стены и потолки, а также собирать предметы — еду, восстанавливающую здоровье, и монеты, дающие дополнительную жизнь. Протагонист вооружён мечом и парой скимитаров, при помощи которых он сражается с врагами. Также Метаес носит Перчатку Героя — артефакт, дающий доступ к особым способностям. После победы над каждым боссом на Перчатке становится доступна новая ячейка. Найдя на уровне огненный кристалл, игрок активирует силу Перчатки, что усиливает атаку главного героя и добавляет урон огнём.
В определённых местах на уровнях расположены статуи скорпионов, скрывающие вход в секретные локации, где находятся Руны Осириса. Собрав все шесть Рун, игрок может получить доступ к истинной концовке.

## Сюжет
Действие игры происходит после событий фильма. Волшебник Менту и его приспешница Исида похищают Кассандру, невесту главного героя Метаеса, чтобы при помощи её способностей найти Дюны Наташа, оазис, дарующий огромную силу. Чтобы спасти возлюбленную, Метаесу необходимо найти легендарное оружие — Меч Осириса.
После прохождения сюжета становится доступен альтернативный режим, в котором игрок управляет Кассандрой.

## Отзывы
| Сводный рейтинг      | Сводный рейтинг |
| Агрегатор            | Оценка          |
| -------------------- | --------------- |
| GameRankings         | 71,49 %         |
| Metacritic           | 72/100          |
| Иноязычные издания   |                 |
| Издание              | Оценка          |
| Game Informer        | 5/10            |
| GamePro              | 3,0/5           |
| GameSpot             | 8,0/10          |
| GameSpy              | 82/100          |
| GameZone             | 9,0/10          |
| IGN                  | 8,0/10          |
| Jeuxvideo.com        | 14/20           |
| Nintendo Power       | [ 11 ]          |
| The Adrenaline Vault | [ 12 ]          |

The Scorpion King: Sword of Osiris получила смешанные отзывы критиков, которые отмечали сходство игры с платформерами для NES и SNES. Майкл Кнутсон с сайта GameZone положительно оценил геймплей, графику и управление, назвав единственным недостатком систему паролей, используемых вместо сохранений: по его мнению, игрок в спешке может забыть код, и к тому же эта система обнуляет жизни, накопленные на уровне. Рецензент GameSpy Шейн Беттенхаузен также похвалил игру, посетовав при этом на малую продолжительность. Обозреватель журнала Game Informer Энди Макнамара, напротив, отнёсся к Sword of Osiris критически, назвав её «такой же пресной, как актёрская игра Скалы».